# Хессам, Салман
Салман Хессам (перс. سلمان حسام‎; род. 30 ноября 1947) — иранский легкоатлет, выступавший в метании диска. Участник летних Олимпийских игр 1976 года, бронзовый призёр летних Азиатских игр 1974 года.

## Биография
Салман Хессам родился 30 ноября 1947 года.
В 1974 году завоевал бронзовую медаль летних Азиатских игр в Тегеране в метании диска, показав результат 52,32 секунды.
В 1976 году вошёл в состав сборной Ирана на летних Олимпийских играх в Монреале. В метании диска занял в квалификации 28-е место с результатом 52,40 — на 7,60 метра меньше норматива, дававшего право выступить в финале.
Не получив предложения работать тренером, стал актёром. Снялся в нескольких фильмах.

## Личный рекорд
- Метание диска — 54,82 (1976)[1]